# József Sugár
József Sugár – węgierski zapaśnik walczący w stylu klasycznym.
Srebrny medalista mistrzostw Europy w 1911 i brązowy w 1912 i 1913 roku.